# 1669 års allmänna skråordning
1669 års allmänna skråordning (Allgemene Ordning och Skråå för Handtwerkare i Swerige och Finlandh) gällde i Sverige fram till 1720 års skråordning. Det var den första heltäckande, nationella skråordning i Sverige, och ersatte 1621 års General Embets Skrå och de tidigare lokala förordningarna. 

## Omfattning
1669 års skråordning var en helt ny regelsamling tänkt att ersätta alla tidigare skråordningar. Anledningen var att myndigheterna försökt se över alla skrån men ”lijkwähl icke kunnat komma them til den fullkomligheet och myckentheet som thet allmenne bästa hafwer fordrat”. Till sin struktur är 1669 års skrå uppbyggd som de senmedeltida skråordningarna, med ett flertal punkter uppdelade i tre huvudsakliga ämnesområden: regler för ämbetets sammanhållning, plikterna mot kunder och ämbetsbröder samt etikettsregler vid gillen. 

## Krav
I stort bibehölls Oxenstiernas krav på ämbetet som stipulerades i 1621 års skråordning; ämbetet skulle ha en stuga eller hus för sina gillen och åldermannen och bisittarna valdes av borgmästare och råd ”på thet at uti Embetet alt må skickelien tilgå”. Tilläggen som kom i och med 1669 års skrå rör sig mer på detaljnivå och var tvivelsutan ett allvarligt försök från statsmakten att få större kontroll över ämbetena. 
- Art. 1, §4 Ingen Sammankompst må skee i något Handtwärck och Gille, uthan Borgemästare och Råds loff och minne

- Art. 1, §7 Wid Embeternes Sammankompster måste een Edsworen Notarius och Stadzbetienter wara tilstädes som förer Pennan och antecknar hwad som förelöper

Bevarade gillesprotokoll berättar skissartat om vad som tilldrog sig vid dessa sammankomster och hur de genomfördes. Främst var samlingen till för att betala avgifter, att redovisa för ämbetets ekonomi samt för att bilägga tvister. 
I och med 1669 års skrå får vi en intressant detalj: ämbetets låda var central vid ämbetets gillen. Det var en uråldrig sed att varje ämbete hade en kista vari ämbetets pengar, privilegier och sigill skulle bevaras. Enligt 1621 års skrå skulle denna låda och dess nyckel förvaras hos åldermannen. Från och med 1669 skulle denna låda ha tre nycklar som fördelades på åldermannen och de två äldsta bisittarna (i den händelse att man hade fler än två). På detta sätt säkerställde man att dessa tre ämbetsmän alltid var närvarande vid ämbetenas gillen. En del av ritualen kring gillet innebar att de tillsammans låste upp kistan på gillesdagens morgon och sedan låste den då gillesdagen var över. I skråt står också ”för öpen Låda” som en synonym för gillesdagen.

## Gillesdagen
En anmärkningsvärd skillnad mellan de olika skråordingarna som hitintills har presenterats är gillesdagens infallande. Under medeltiden var det valborg samt ämbetets skyddshelgons dag som var gillesdagar; år 1621 blev valborg gillesdag för alla ämbeten och 1669 förväntades varje ämbete ha fyra gillesdagar om året, varav en vid valborg. Den första förändringen var statsmaktens tydliga strävan att fjärma hantverkarna från det katolska bruket att fira ämbetenas skyddshelgon. Den andra förändringen är likaså tydlig: på det att ämbetsbröderna må ”kunne affläggia sine Qwartals Penningar”. Allt mer förvandlades gillesdagen till en skattskrivningens och räkenskapens dag. 

## Förhållningsregler
Men än fanns en del tid till broderlig gemenskap, och därför författades även paragrafer som denna:
- Art. 10, §7 Then som sin Broder widh sammankompsten och i Gillet öfwerfaller medh hugg och slagh, böte så mycket i Lådan som Lag förmår i slike fall.

Denna typ av ordningsregler var dock betydligt färre än i tidigare skråordningar. 1669 års skråordning är en föredömlig regelsamling på många sätt och i synnerhet när det gäller tydligheten i tjänsteordningen; kraven på de olika kategorierna var tydligare än någon gång tidigare.

## Gesällerna
Först och främst kunde vilken pojke som helst komma i lära, någon pengainsats eller bevis på äkta börd krävdes inte. För att hindra skrupellösa mästare att befolka sin verkstad enbart med lärepojkar stadgades därför:
- Art. 9, §1 En Mästare ware icke förbudit at antaga och lära så många Poikar som han effter Borgmästare och Rådz ompröfwande hinner underwijsa och förestå, dock så at han ther jempte brukar i sin Wärckstadh och wid sitt antagne Arbete, Gesäller, at Arbetet icke må blifwa aff Poikar förderfwat eller förslått och illa giort.

Före 1669 års skrå gjordes det skillnad på ”Läre-Poike” och ”Poike”. Den förstnämnda kategorin var de vars föräldrar eller förmyndare betalat för att gossen skulle bli lärd, och den senare kategorin var de som kom in från gatan. Enligt de nya bestämmelserna hade alla ”Poikar” samma status. Mästarens ganska godtyckliga utnyttjande av dessa lärepojkar fick, åtminstone formellt sett, ett slut:
- Art. 9, §2 En Läropoike ware fuller förplichtat til at löpa Mästarens ärender och hans Hussyslor beställa, doch at thet skeer med mått, och han måst brukas til thet hans Låra och Handtwärk egäntligen angår.

- Art. 9, §3 Ingen Mästare, mindre hans Gesäller, må uthi Dryckenskap eller elliest aff blotta onsko illa slå och oskäligen handtera någon Läropoike

Väl utlärd, efter minst tre och mest fem år, hade lärepjken att begära ”löös warda” från sina läroår vid något av kvartalsgillena. För att komma vidare inom hantverket skulle han avlägga två till tre daler silvermynt till ämbetet, en halv daler till de fattiga samt sex mark silvermynt till mästaren såväl som en daler till skrivaren, ”doch förplichtas icke til något skänckiande af Maat”. Kunde lärepojken inte betala avgifterna fick mästaren betala dem mot att lärepojken blev lönedräng ett år, vilket ger att årslönen för en hantverksdräng var ca 6 daler silvermynt.
Då avgifterna var betalda – i natura eller i reda pengar – fick den nyvunne gesällen skriva kontrakt med mästaren ”huru lång tijd han skal wara på hans Wärckstadh och arbeta, inom hwilken Gesällen icke må skillias ifrån Mästaren, ey heller Mästaren wräkia Gesällen”. Efter kontraktets uppfyllande följde gesällvandringen genom riket. Under minst ett års tid gick gesällen från stad till stad och sökte arbete hos en mästare. Mästarna var tvungna att ta hand om gesällerna såframt inte arbetsbrist hindrade dem. Kunde gesällen inte få arbete skulle mästaren ge honom ”tårepenning”, en slant för att fortsätta vandra. 
Gesällens frihet att vandra gav honom förvisso inte full frihet. Utan att en ålderman undertecknat gesällbrevet blev han tagen för bönhas och arresterad, till exempel. Då gesällen arbetade i en stad så var han även tvungen att bo hos mästaren. Gesäller fick heller inte träffas i grupp utan minst två mästares närvaro för att undvika oroligheter i arbetsstyrkan.
Efter fullbordad gesällvandring fick gesällen namn av mästersven och kunde arbeta som förman hos en mästare eller som försvarsman hos en adelsman. Då han ”redeligen och wähl lärdt sitt Handtwärck” kunde mästersvennen ansöka om att bli mästare. Minst tre år skulle han ha arbetat som gesäll/mästersven. Uppenbarligen hade man tidigare varit tvungen att arbeta ett år mellan ansökan och mästarprovet; i sjätte artikels andra paragraf står nämligen uttryckligen att ”ingen ware förplichtat at stå widh det wanlige åhrs Arbete sedan han sigh hafwer angifwit och äskat Embetet”. Detta gällde i synnerhet de mästersvenner som förestått en verkstad under en mästaränkas beskydd eller någon som var väl känd för sin skicklighet.
Ansökningsavgiften var en till tre daler silvermynt, allt beroende på ämbetets storlek, och en halv daler till de fattiga. Mästarprovet utfördes liksom tidigare i vittnens närvaro, men utan att behöva betala mat och dryck till dessa. En annan nyhet i 1669 års skrå var att gesällen inte behövde betala böter för eventuella fel i mästarprovet utan endast understå nesan att bli återsänd till sin plats som mästersven.

## Mästarrollen
De stora utgifterna kom istället om mästarprovet godkändes. Till att börja med sex mark silvermynt till ämbetet och två mark till de fattiga sedan tillkom tio daler silvermynt till ämbetslådan och fem daler silvermynt till mästarkost.
Gradskillnaderna var trots allt detta inte över. Även bland mästarna fanns en rangordning. Den senast antagne kallades ungbror eller ungmäster och pålades alla ambassadörssysslor, det vill säga att sammankalla bröderna och springa med bud i ämbetets namn. Först när nästa mästare blev antagen fick han kallas mäster kort och gott.